# Tim McQuay
Tim McQuay (* 1. April 1952) ist ein US-amerikanischer Westernreiter im Reining.

## Werdegang
Bei den Weltmeisterschaften 2006 in Aachen gewann er mit Mister Nicadual die Silbermedaille. In der Equipe gewann er für die Vereinigten Staaten zusammen mit Aaron Ralston, Dell Hendricks und Matt Mills die Goldmedaille.
Bei den Weltmeisterschaften 2010 in Lexington (Kentucky) gewann er im Reining  auf Hollywoodstinseltown Mannschafts-Gold für die USA, im Einzel wurde er Vierter.
Er erreichte 2007 den Status eines NRHA One Million Dollar Owner, was bedeutet, dass Pferde in seinem Besitz bereits mehr als 2 Mio. $ Preisgeld bei NRHA-Turnieren verdient haben. Diesen Status hatten bis 2023 weltweit nur 10 Besitzer inne.
2012 erreichte Tim McQuay den Status eines NRHA Three Million Dollar Riders, was bedeutet, dass er mit Preisgeldern bereits mehr als 3 Mio. $ bei NRHA-Turnieren verdient hat.

## Privates
Tom McQuay ist mit Colleen verheiratet. 1989 zog er von Minnesota nach Tioga (Texas).

## Pferde (Auszug)
- Hollywoodstinseltown (* 2004), Palomino Hengst, Vater: Hollywood Dun It, Muttervater: Great Red Pine
- Colonels Smoking Gun („Gunner“) (* 1993), Fuchs-Overo-Hengst, Vater: Colonelfourfreckle, Muttervater: John Gun